# Turista

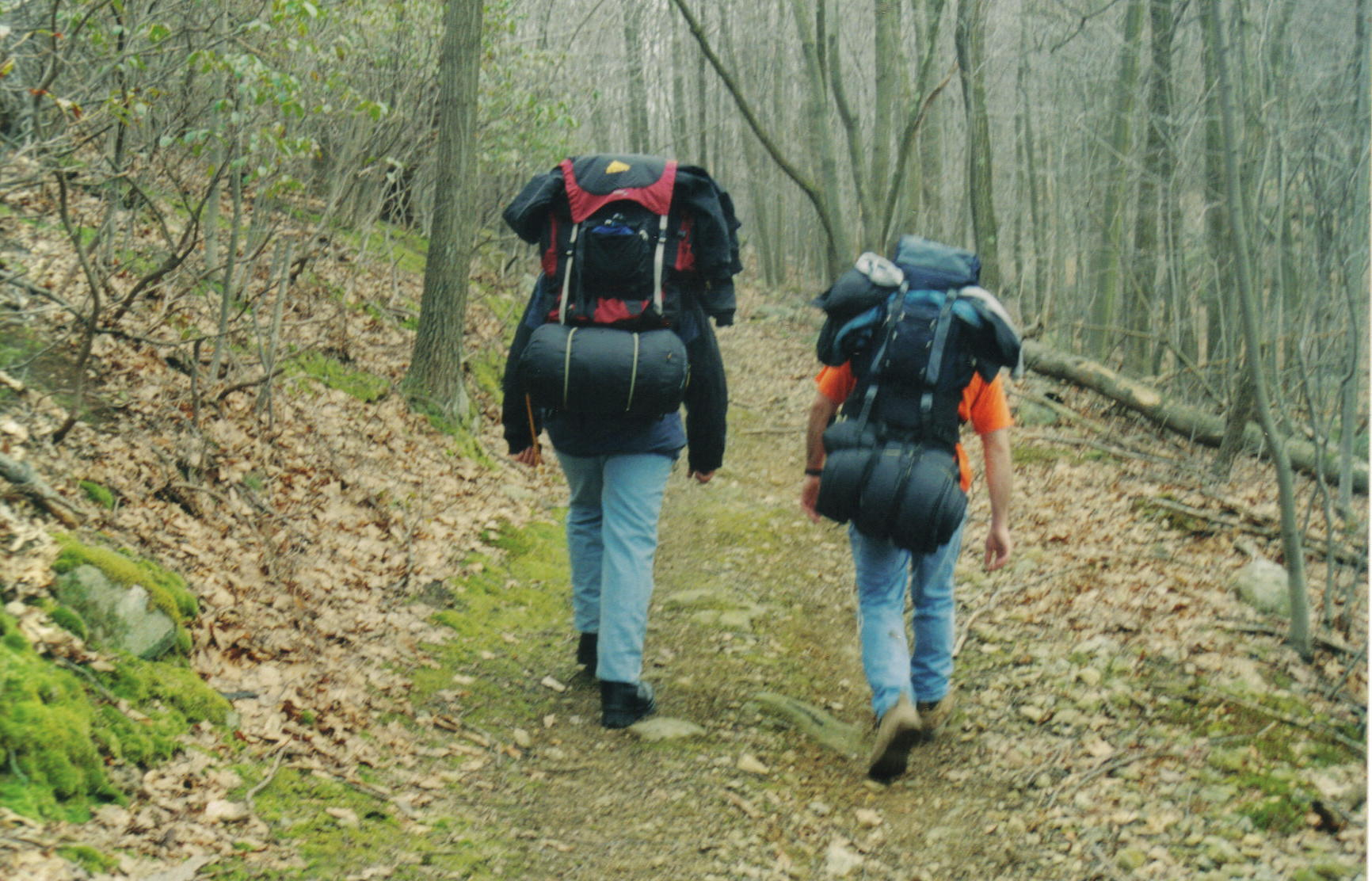
Pěší turisté

Turista (z francouzského tour, okruh, výlet) je člověk, který cestuje za zábavou, poučením, sportem či rekreací a vrací se zase do svého stálého bydliště.

## Cestovní ruch
V organizovaném cestovním ruchu je turista klient, který využívá jeho služeb. Podle definice Světové organizace cestovního ruchu OSN (World Tourism Organization, UNWTO) je to člověk, který vycestuje z místa trvalého pobytu do cílové oblasti (destinace) nejméně na 24 hodin a nejvýše na jeden rok, přičemž nemá z této destinace příjem. Tím se turisté odlišují na jedné straně od migrantů, kteří se v cílové oblasti trvale usazují, na druhé straně od sezónních dělníků, brigádníků atd., kteří jsou tam placeni. Naproti tomu například obchodní cestující,[zdroj?] účastníky konferencí a školení nebo vysílané experty tato definice zahrnuje mezi turisty.
Pro účely mezinárodní statistiky rozlišuje UNWTO turisty domácí a přeshraniční (mezinárodní) a na druhé straně turisty odchozí či aktivní (outbound) a příchozí či pasivní (inbound).

## Sociologie
Organizovaná turistika a cestovní ruch jsou v moderních společnostech masové jevy. Polský sociolog Zygmunt Bauman považuje turistu (vedle zevlouna, tuláka a hráče) ze jeden z typicky postmoderních osobnostních vzorců. Je charakterizován tím, že cestovat nemusí, má dost peněz, takže vyžaduje bezpečí a pohodlí, života navštívené společnosti se neúčastní a navštívená místa pouze pozoruje, neboť na nich sbírá dojmy – jedinou kořist, kterou si z cesty přiveze domů.

## Metaforické užití
Politický turista je ironické označení politika, který v průběhu své kariéry změní politickou stranu.